# Aneurus avenius
Aneurus avenius är en insektsart som först beskrevs av Dufour 1833.  Aneurus avenius ingår i släktet Aneurus, och familjen barkskinnbaggar. Arten är reproducerande i Sverige.